# Diëgetisch en extradiëgetisch geluid
Diëgetisch (of intradiëgetisch) en extradiëgetisch geluid zijn twee tegengestelde termen op de geluidsband van films. Dit onderscheid kan niet altijd helder gehouden worden, doch de beide termen blijven bestaan. De Griekse oorsprong van de beide termen is diégêsis of vertelling.
Diëgetisch geluidwordt gehoord door de filmpersonages én het publiek. Het gaat om dialogen, muziek, lawaai bijvoorbeeld telefoongerinkel en andere geluiden die integraal deel uitmaken van de verhaallijn. Andere voorbeelden zijn radiomuziek van de spelende radio of geluid van de draaiende automotor in de film, een fanfare die onder het raam passeert of een personage in de film dat een muziekinstrument bespeelt. De Franse cineast Eric Rohmer was een specialist van diëgetische filmmuziek.
Extradiëgetisch geluidwordt alleen gehoord door het publiek. Dit kan gaan om sfeermuziek om het publiek in de juiste sfeer te brengen ofwel om een verhaalstem buiten het verhaal of de stem van een personage dat niet in de bewuste scène meespeelt. Een extreem voorbeeld is de stomme film, waarin extradiëgetische geluiden de filmbeelden moesten ondersteunen, bijvoorbeeld een plofgeluid creëren op het moment van een val.